# Războiul lumilor (serial din 2019)
A nu se confunda cu Războiul lumilor (miniserial din 2019)
Războiul lumilor (în engleză War of the Worlds, în franceză La Guerre des mondes) este un serial TV britanico-francezo-belgian din 2019. Este bazat pe romanul omonim al lui H. G. Wells (a treia adaptare pentru televiziune a acestui roman), dar are loc în perioada contemporană, în Franța și Marea Britanie, iar invazia extraterestră are loc după recepția unui mesaj interstelar dinspre steaua Ross 128. Serialul este produs de Fox Networks Group și StudioCanal-împreună cu Urban Myth Films, este scris de Howard Overman și regizat de Gilles Coulier și Richard Clark. 
Primul sezon este format din opt episoade (denumite Episodul 1 ... Episodul 8) și a avut premiera în Franța la 28 octombrie 2019. Războiul lumilor a fost reînnoit pentru un al doilea sezon de opt episoade, care a avut premiera în Franța în perioada 17 mai - 7 iunie 2021. 

## Premiză
Dr. Catherine Durand, care lucrează ca astrofizician la Observatorul Institutului de Radioastronomie Milimetrică, situat în Alpii francezi, în apropiere de Grenoble, reușește să recepționeze un semnal radio din universul îndepărtat, indicând prezența vieții extraterestre inteligente. La câteva zile după ce a dezvăluit această informație lumii, populația Pământului este atacată de extratereștri și aproape totul a fost distrus. Supraviețuitorii, grupuri mici de oameni, se confruntă cu pierderea celor dragi și vor încerca să înțeleagă cauzele și misterele invaziei extraterestre.

## Distribuție

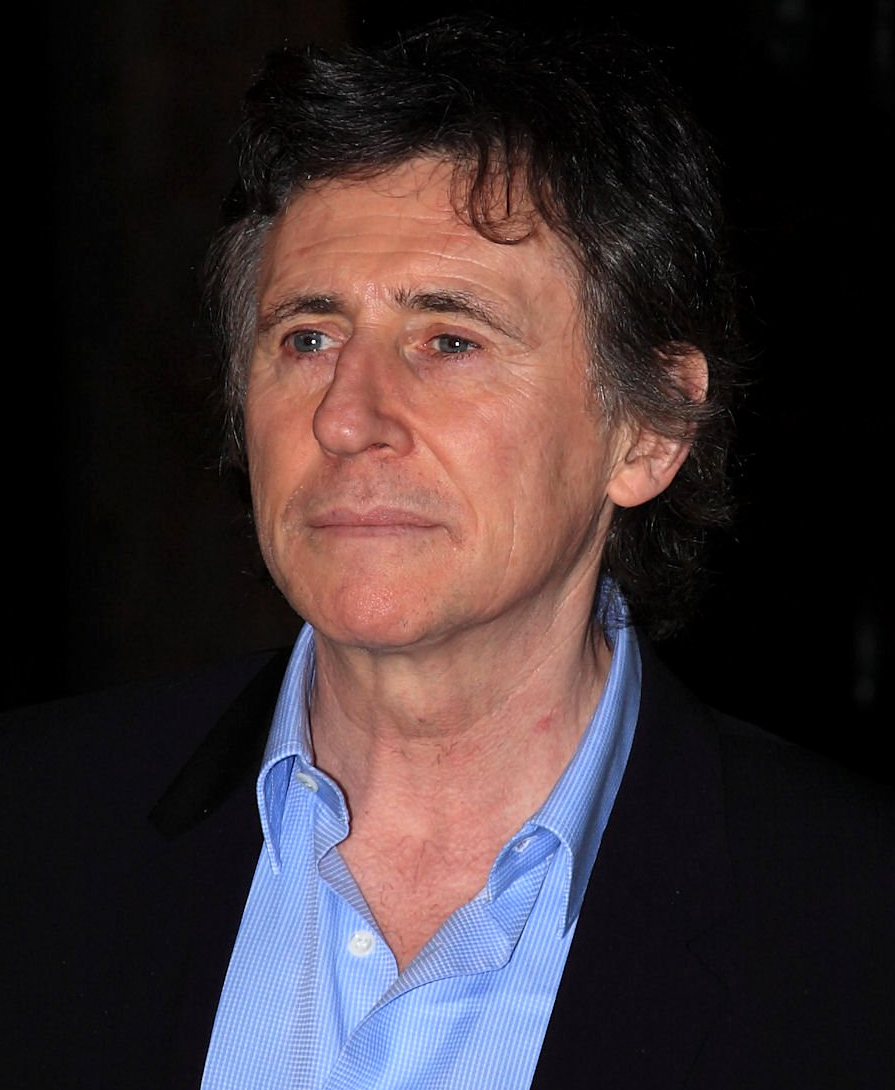
Gabriel Byrne

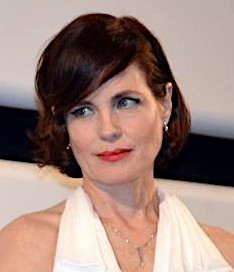
Elizabeth McGovern

### Roluri principale
- Gabriel Byrne - Bill Ward[3][4]
- Elizabeth McGovern - Helen Brown (Season 1)[3][4]
- Daisy Edgar-Jones - Emily Gresham[3][4]
- Bayo Gbadamosi - Kariem Gat Wich Machar[4]
- Léa Drucker - Catherine Durand[3][4]
- Adel Bencherif - Colonel Mustafa Mokrani (sez. 1, rol secundar sez. 2)[3][4]
- Emilie de Preissac - Sophia Durand
- Natasha Little - Sarah Gresham[3][4]
- Ty Tennant - Tom Gresham
- Stephen Campbell Moore - Jonathan Gresham[4]
- Stéphane Caillard - Chloe Dumont[3][4]
- Aaron Heffernan - Ash Daniel (sezonul 1, rol secundar sez. 2)[4]

### Roluri secundare
- Georgina Rich - Rachel
- Michael Marcus - Dan Ward
- Paul Gorostidi - Nathan
- Théo Christine - Saaid
- Mathieu Torloting - Sacha Dumont (rol secundar sez. 1; rol principal sez. 2)[4]
- Alysson Paradis - Officer Clara
- Guillaume Gouix - Noah Dumont[3][4]

## Episoade
| Sezonul | Sezonul | Episoade | Episoade | Premiera TV       | Premiera TV       |
| Sezonul | Sezonul | Episoade | Episoade | Prima transmisie  | Ultima transmisie |
| ------- | ------- | -------- | -------- | ----------------- | ----------------- |
|         | 1       | 8        | 8        | 28 octombrie 2019 | 18 noiembrie 2019 |
|         | 2       | 8        | 8        | 17 mai 2021       | 7 iunie 2021      |

### Sezonul 1 (2019)
| Nr. în serial | Nr. în sezon | Episode    | Regizat de     | Scris de       | Premiera TV franceză |
| --- | ------------ | ---------- | -------------- | -------------- | -------------------- |
| 1 | 1            | Episodul 1 | Gilles Coulier | Howard Overman | 28 octombrie 2019    |
| Astronomul Catherine Durand detectează un semnal puternic de origine inteligentă de pe exoplaneta stelei pitică roșie Ross 128 care se află la 11 ani-lumină de Pământ. Curând după aceea, un grup mare de meteori afectează centrele tuturor zonelor majore locuite ale Pământului. Acestea sunt de fapt nave spațiale metalice. Adolescenta oarbă, Emily, poate auzi sunete ciudate care pulsează, în timp ce omul de știință Bill recunoaște că semnalul magnetic este același cu cel provenit din cercetarea creierului uman cu echipamentele sale. El încearcă să-l avertizeze pe fiul său Dan și merge s-o găsească pe fosta lui soție Helen. Semnalul magnetic se intensifică și ucide repede miliarde, adică toți oamenii care nu se află sub pământ, sub apă sau în camere metalice. În Londra, Sarah Gresham, împreună cu copiii ei, Tom și Emily, conduce și cu șansă ajunge într-o parcare subterană, în timp ce soțul ei Jonathan, la Paris, este într-un taxi care se prăbușește în Sena la momentul oportun. Kariem, care a intrat ilegal în Anglia, ascunzându-se în interiorul unei cisterne metalice, descoperă că este singur într-un mediu ciudat. Sora Catherinei, Sophia, încearcă să ajungă la ea la observator. |              |            |                |                |                      |
| 2 | 2            | Episodul 2 | Gilles Coulier | Howard Overman | 28 octombrie 2019    |
| 3 | 3            | Episodul 3 | Gilles Coulier | Howard Overman | 4 noiembrie 2019     |
| 4 | 4            | Episodul 4 | Gilles Coulier | Howard Overman | 4 noiembrie 2019     |
| 5 | 5            | Episodul 5 | Richard Clark  | Howard Overman | 11 noiembrie 2019    |
| 6 | 6            | Episodul 6 | Richard Clark  | Howard Overman | 11 noiembrie 2019    |
| 7 | 7            | Episodul 7 | Richard Clark  | Howard Overman | 18 noiembrie 2019    |
| 8 | 8            | Episodul 8 | Richard Clark  | Howard Overman | 18 noiembrie 2019    |

### Sezonul 2 (2021)
| Nr. în serial | Nr. în sezon | Episode     | Regizat de      | Scris de       | Premiera TV franceză |
| ------------- | ------------ | ----------- | --------------- | -------------- | -------------------- |
| 9             | 1            | Episodul 9  | Richard Clark   | Howard Overman | 17 mai 2021          |
| 10            | 2            | Episodul 10 | Richard Clark   | Howard Overman | 17 mai 2021          |
| 11            | 3            | Episodul 11 | Richard Clark   | Howard Overman | 24 mai 2021          |
| 12            | 4            | Episodul 12 | Richard Clark   | Howard Overman | 24 mai 2021          |
| 13            | 5            | Episodul 13 | Ben A. Williams | Howard Overman | 31 mai 2021          |
| 14            | 6            | Episodul 14 | Ben A. Williams | Howard Overman | 31 mai 2021          |
| 15            | 7            | Episodul 15 | Ben A. Williams | Howard Overman | 7 iunie 2021         |
| 16            | 8            | Episodul 16 | Ben A. Williams | Howard Overman | 7 iunie 2021         |